# Capella Island
Capella Island est une île de l'océan Atlantique, partie des îles Vierges des États-Unis. Elle est située au sud de Saint Thomas.